# Catharina van Hemessen

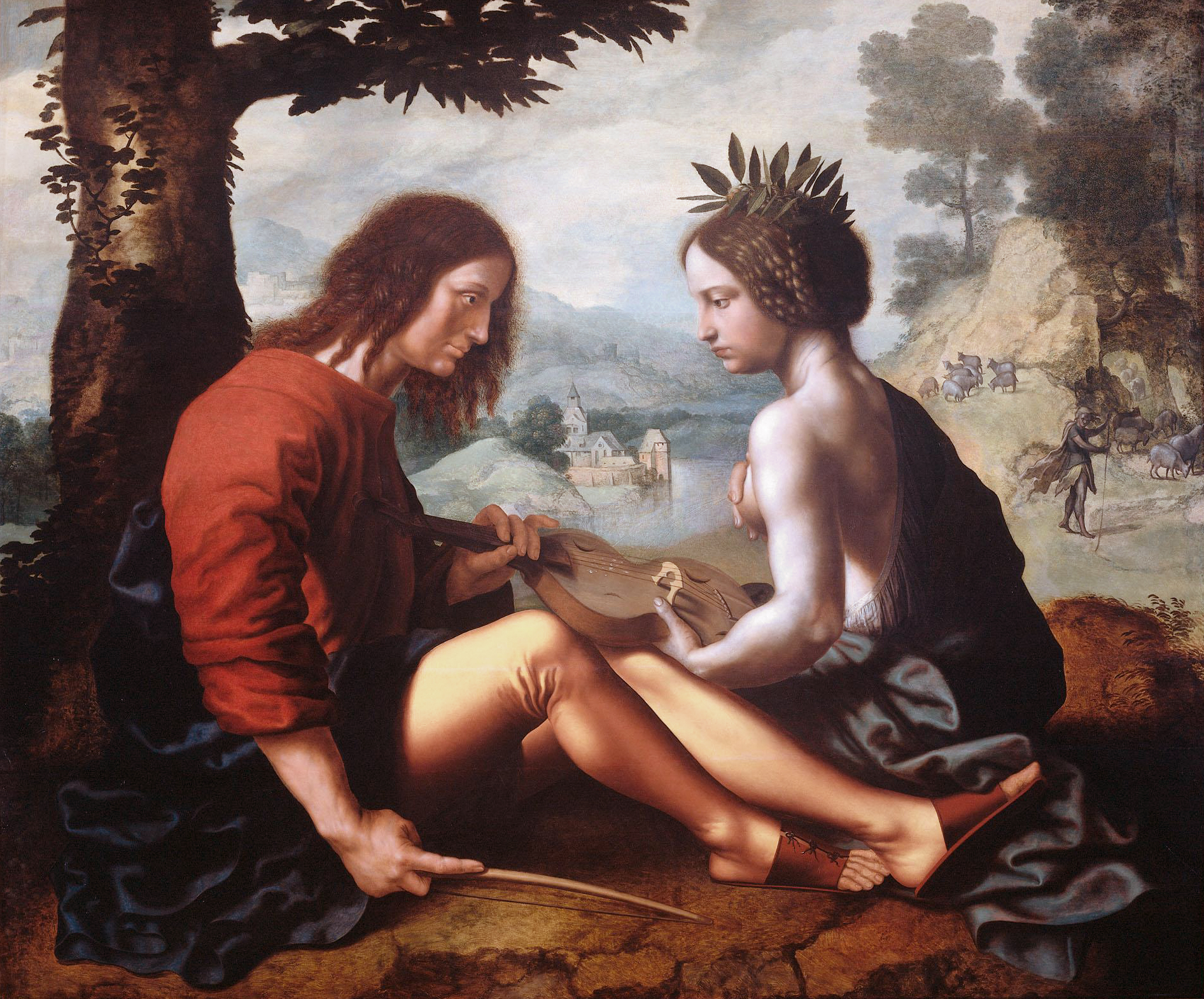
Jan Sanders van Hemessen, Allegoria di Catharina van Hemessen in Chrétien de Morien, ca. 1550, Rijksmuseum, Amsterdam

Catharina van Hemessen (Anversa, 1528 – Anversa, post 1587) è stata una pittrice fiamminga.

## Biografia
Figlia del pittore Jan Sanders van Hemessen, da cui con ogni probabilità apprese le prime tecniche della pittura, Catharina van Hemessen è la prima pittrice fiamminga di cui si possa definire con certezza l'opera e la prima pittrice di cui si conosca un autoritratto, l'Autoritratto alla spinetta. Questo dipinto, conservato al Kunstmuseum di Basilea, è stato datato e firmato dall'artista, dichiarando anche la sua età. Catharina van Hemessen ha dipinto ritratti di borghesi e soggetti religiosi. Prediligeva ritrarre a tre quarti o a mezza figura, su fondo neutro e scuro, senza abbellire e senza indulgere nei particolari. Di sua mano conosciamo nove ritratti e quattro scene sacre. Anche il Ritratto di un uomo, conservato oggi al Museo reale delle belle arti del Belgio è firmato e datato.

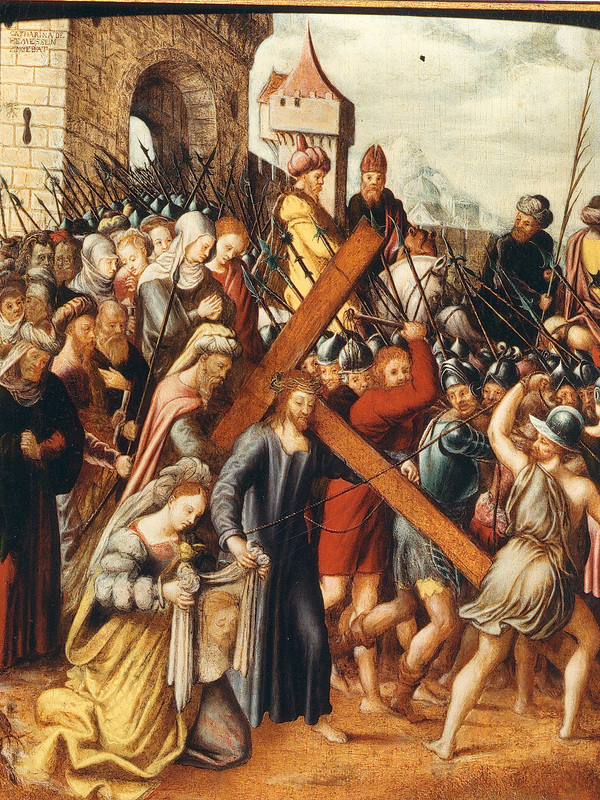
Catharina van Hemessen - Cristo incontra la Veronica

Come aveva fatto suo padre, entrò nella Corporazione di San Luca di Anversa ed ottenne l'autorizzazione all'insegnamento della pittura dai suoi colleghi.
Intorno al 1540 Catharina fu accolta alla corte di Maria d'Asburgo, sorella di Carlo V. Nel 1554 sposò Christian di Morien, organista di corte e della cattedrale di Notre-Dame di Anversa.
Nel 1555 fu scelta come dama d'onore della città di Bruxelles e nel 1556, insieme a suo marito, accompagnò Maria d'Asburgo nel suo feudo in Spagna. Assunse quindi il compito di dama di compagnia della regina di Spagna, con l'onere di seguire l'infante Don Carlos, principe delle Asturie, nella sua formazione artistica. Nel 1554 Filippo II di Spagna si era risposato con una cugina, la regina Maria I d'Inghilterra che morì quattro anni dopo, senza avere figli.
Alla morte di Maria d'Asburgo, nel 1558, Catharina e suo marito ricevettero una pensione come compenso per i servigi prestati nell'arco di molti anni. Tornarono quindi ad Anversa, mentre al posto di Catharina van Hemessen, alla corte spagnola fu chiamata Sofonisba Anguissola.
Nel 1561 Catharina van Hemessen e suo marito si ritirarono a Bois-le-Duc. Lodovico Guicciardini, nel suo libro sui Paesi Bassi, pubblicato nel 1567, dà alcune informazioni sulla vita di Catharina van Hemessen e dice che quell'anno era vivente.

## Opere

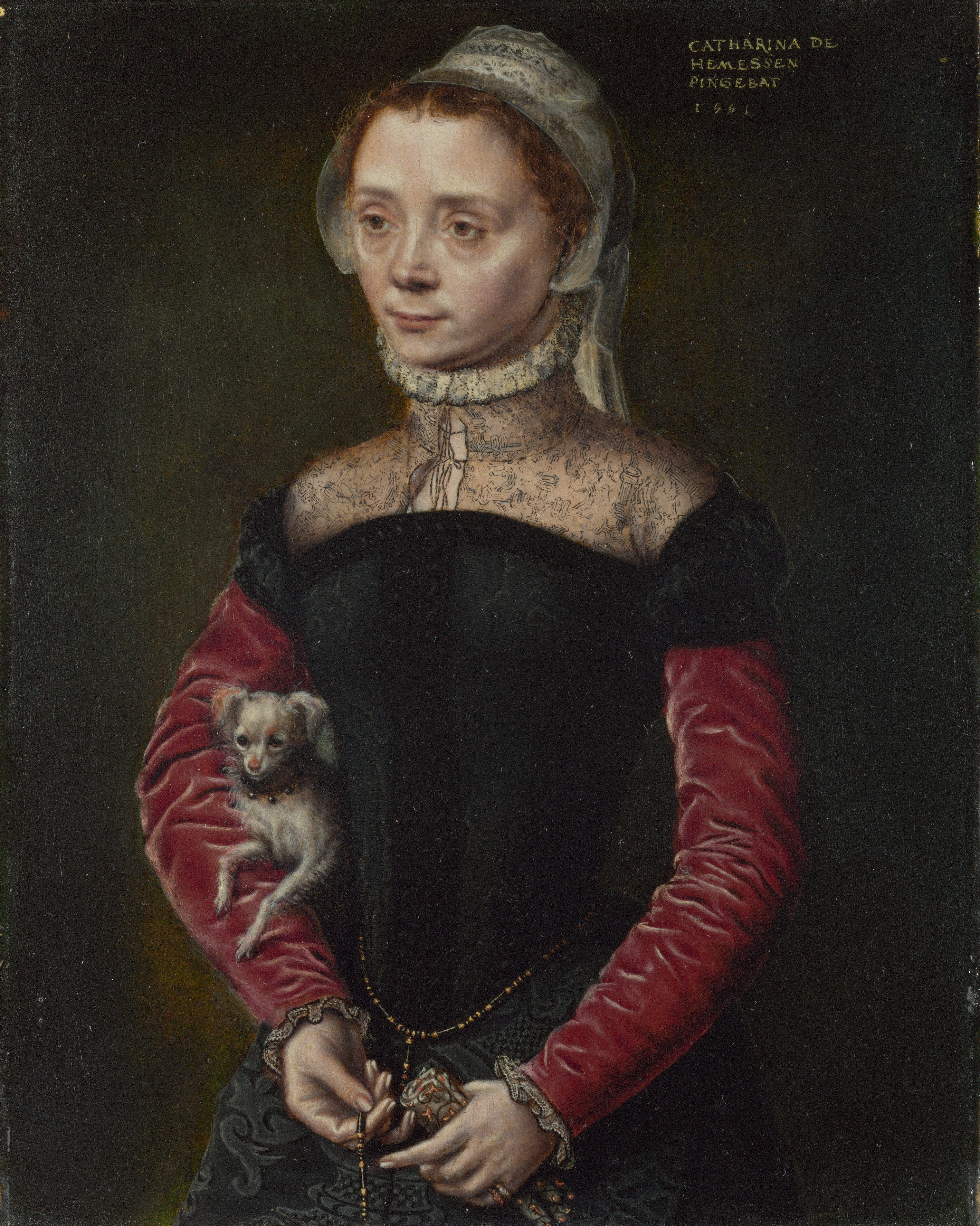
Caterina van Hemessen - Ritratto di donna con il cane